# Queen + Adam Lambert
 (транскр.  Квин + Адам Ламберт) (понекад се назива и Q+AL или QAL) сарадња је између активних чланова британског бенда Queen (Брајан Меј и Роџер Тејлор) и америчког певача Адама Ламберта. Као и на свим осталим наступима групе Квин од 1997. године, дугогодишњи басиста Џон Дикон одбио је учешће у пројекту због одласка у пензију. Ово је прва дугорочна сарадња групе Квин од завршетка пројекта Queen + Paul Rodgers 2009. године. Као и претходни пројекат, јасно је стављено до знања да Ламберт неће замијенити фронтмена групе Квин Фредија Меркјурија, већ да ће бити представљен са активним члановима бенда.
Сарадња Queen + Adam Lambert настала је када су се Меј и Тејлор појавили на Америчком идолу 2009, у коме је Ламберт био такмичар. Повремено су почели да наступају 2011. године, 2012. су водили кратку европску турнеју, а 2014. су најавили светску турнеју, Queen + Adam Lambert Tour 2014–2015, са датумима у Северној Америци, Аустралији, Новом Зеланду, Азији, Европи и Јужној Америци. У лето 2016. група је извела неколико датума у оквиру фестивалске турнеје по Европи и неколико датума у Азији. Следеће године група је најавила другу светску турнеју заказану за 2017. и 2018. Након успеха филма Боемска рапсодија (2018), најавили су своју трећу светску турнеју под називом The Rhapsody Tour. Ова турнеја вратила је бенд у Северну Америку 2019. године и у Јужну Кореју, Јапан, Нови Зеланд и Аустралију који су свирали на стадионима почетком 2020. године. Европски датуми, укључујући 10 концерата у О2 арени у Лондону, били су заказани за лето 2020. године. Ово се тренутно два пута одлаже за 2022. због пандемије ковида 19.
Меју, Тејлору и Ламберту придружили су се дугогодишњи клавијатуриста Квина Спајки Едни, басиста Нил Фајркли и перкусиониста Тајлер Ворен. Иако нема планова за издавање студијског албума са овом поставом, Меј и Тејлор су изјавили да постоји могућност да група сними оригинални материјал.